# Mogrus sahariensis
Mogrus sahariensis là một loài nhện trong họ Salticidae.
Loài này thuộc chi Mogrus. Mogrus sahariensis được Lucien Berland & Millot miêu tả năm 1941.